# Schwaig (Iffeldorf)
Die Schwaig (veraltet Wörth) ist ein Ortsteil der oberbayerischen Gemeinde Iffeldorf im Landkreis Weilheim-Schongau. Die Einöde liegt knapp zwei Kilometer nordwestlich vom Iffeldorfer Ortskern und etwa 500 Meter westlich des Großen Ostersees.

## Geschichte
Der heutige Ortsname „Schwaig“ entstand durch den dortigen ehemaligen Schwaighof. Die eigentliche Ortsbezeichnung lautet „Wörth“. Erstmals erwähnt wird die Schwaig unter dieser Bezeichnung als „Werde“ im Urbar der Herren von Seefeld-Peißenberg aus der Zeit zwischen 1300 und 1320.
Die Hofmarkenkonskription von 1752 berichtet von der Schwaig als 1⁄4-Hof, der dem Kloster Wessobrunn zinspflichtig war.
Im Jahr 1900 erwarb Hugo von Maffei, der Besitzer des Guts Staltach, die Schwaig und verleibte sie dem Gut ein. Nach 34 Jahren wurde die Schwaig ein eigenständiges Gut der Familie Leidel. Im Jahr 1989 kaufte ein Investor aus Norddeutschland das Anwesen und plante große Umbauten, die jedoch nicht genehmigt wurden. Er verkaufte drei Jahre später an den Münchner Axel Baufeld, der das Gut zu einem Pferdehof um- und ausbaute.
Die 1861 erbaute Hofkapelle steht heute unter Denkmalschutz, genauso wie eine 1714 bezeichnete Wegkapelle auf der Flur Schwaig.
Nordöstlich der Schwaig befinden sich zwei Toteislöcher, die als Naturdenkmal ausgewiesen sind.

### Einwohnerentwicklung
| Jahr | Einwohner |
| ---- | --------- |
| 1825 | 7         |
| 1871 | 7         |
| 1885 | 7         |
| 1900 | 8         |
| 1925 | 6         |
| 1950 | 6         |
| 1961 | 3         |
| 1970 | 4         |
| 1987 | 2         |